# Punta Giordani
De Punta Giordani is een 4046 meter hoge top in het bergmassief van de Monte Rosa in Italië nabij de grens met Zwitserland.
Op 23 juli 1801 werd de Punta Giordani als eerste vierduizender in het Monte Rosamassief beklommen door Pietro Giordani naar wie de top vernoemd is. De top is goed te zien vanuit Alagna in het Piëmontese Valsesia. Van Alagna gaat een kabelbaan omhoog naar de 3260 meter hoge Punta Indren die vaak als uitgangspunt voor de beklimming van de Punta Giordani wordt gebruikt.